# Сінтя-Міке
Сінтя-Міке (рум. Sintea Mică) — село у повіті Арад в Румунії. Входить до складу комуни Оларі.
Село розташоване на відстані 413 км на північний захід від Бухареста, 35 км на північний схід від Арада, 78 км на північ від Тімішоари.

## Населення
За даними перепису населення 2002 року у селі проживали 448 осіб.
Національний склад населення села:
| Національність | Кількість осіб | Відсоток |
| -------------- | -------------- | -------- |
| румуни         | 302            | 67,4%    |
| словаки        | 99             | 22,1%    |
| цигани         | 23             | 5,1%     |
| українці       | 21             | 4,7%     |

Рідною мовою назвали:
| Мова       | Кількість осіб | Відсоток |
| ---------- | -------------- | -------- |
| румунська  | 302            | 67,4%    |
| словацька  | 99             | 22,1%    |
| циганська  | 23             | 5,1%     |
| українська | 22             | 4,9%     |